# هسته کروی (کالبدشناسی)
هسته کروی یکی از هسته‌های عمقی مخچه است. این ماده در هسته هسته لخته‌ای و در جانبی هسته فاستیجیال قرار دارد. این هسته بیشتر شامل یاخته‌های چندقطبی بزرگ و کوچک است. هسته کروی و هسته لخته‌ای گهگاه در مجموع به عنوان «هسته درونی» نامیده می‌شوند.